# Osttimoresische Fußballnationalmannschaft (U-17-Junioren)

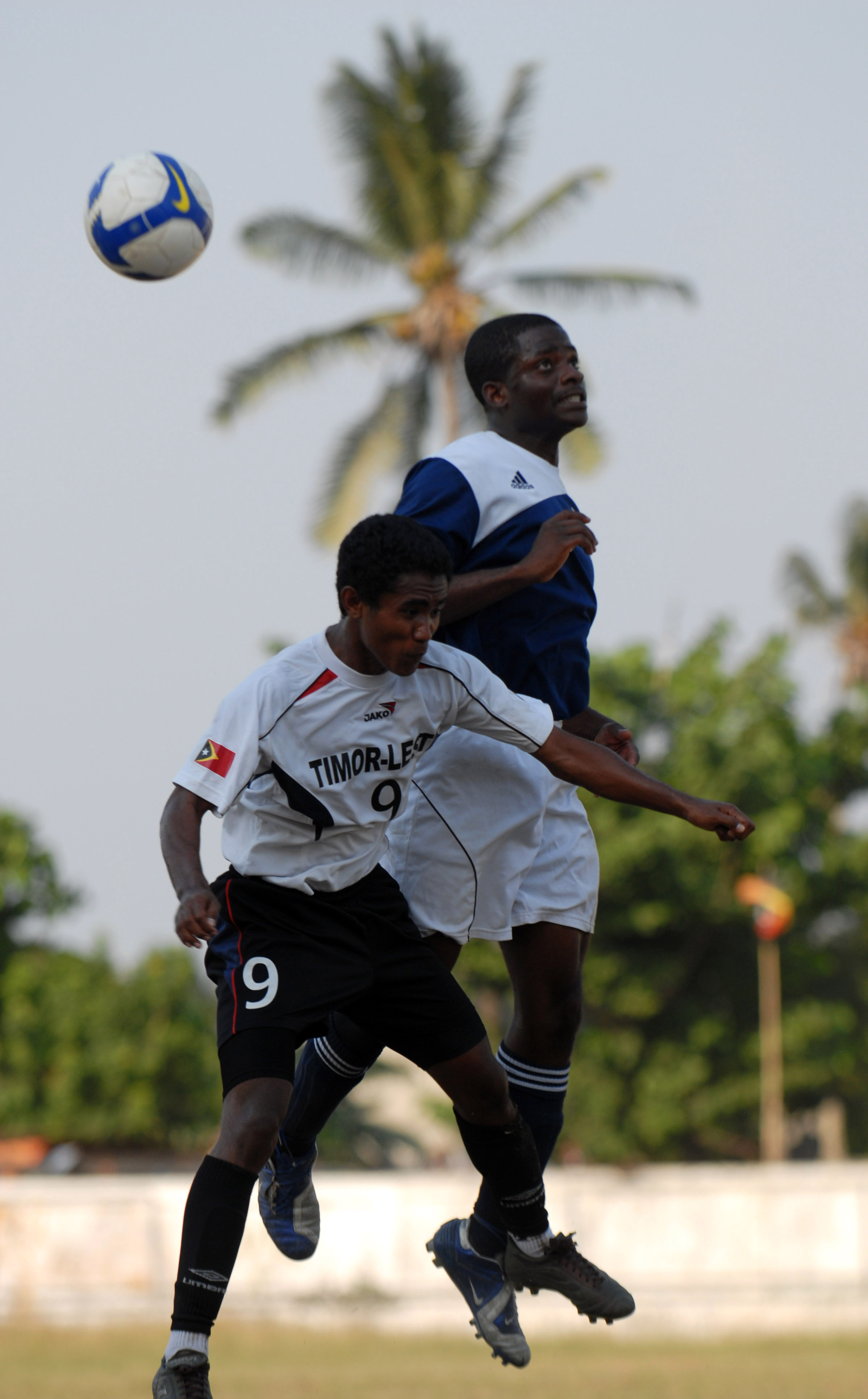
Freundschaftsspiel zwischen der U17-Mannschaft und Seeleuten der US Navy

Die osttimoresische Fußballnationalmannschaft der U-17-Junioren ist die Auswahl osttimoresischer Fußballspieler der Altersklasse U-17, die die Federação Futebol Timor-Leste auf internationaler Ebene, beispielsweise in Freundschaftsspielen gegen die Junioren-Auswahlmannschaften anderer nationaler Verbände, aber auch bei der U-16-Asienmeisterschaft des Kontinentalverbandes AFC oder der U-17-Weltmeisterschaft der FIFA repräsentiert. Größter Erfolg der Mannschaft war die Teilnahme an der Asienmeisterschaft 2010.

## Teilnahme an U-16- und U-17-Weltmeisterschaften
| U-16-Weltmeisterschaft - 2005: nicht qualifiziert - 2007: nicht qualifiziert - 2009: nicht qualifiziert - 2011: nicht qualifiziert - 2013: nicht qualifiziert - 2015: nicht qualifiziert - 2017: nicht qualifiziert - 2019: nicht qualifiziert - 2023: nicht qualifiziert |

## Teilnahme an U-16- und U-17-Asienmeisterschaften
| U-16-Asienmeisterschaft  | U-17-Asienmeisterschaft  |
| ------------------------ | ------------------------ |
|                          | 2004: zurückgezogen      |
|                          | 2006: nicht teilgenommen |
| 2008: zurückgezogen      |                          |
| 2010: Vorrunde           |                          |
| 2012: nicht qualifiziert |                          |
| 2014: nicht teilgenommen |                          |
| 2016: nicht qualifiziert |                          |
| 2018: nicht qualifiziert |                          |
|                          | 2023: zurückgezogen      |